# Mikurajima (Tokyo)
Mikurajima (御蔵島村, Mikurajima-mura) est un village de la sous-préfecture de Miyake, dans la préfecture de Tokyo au Japon.

## Géographie
Le village de Mikurajima est situé sur Mikura-jima, une île de l'archipel d'Izu dans l'océan Pacifique. Inamba-jima dépend également de Miyake, mais l'îlot est inhabité.

## Histoire
Le village a été officiellement créé le 1er octobre 1923.

## Démographie
Au 1er février 2016, sa population s'élevait à 342 habitants répartis sur une superficie de 20,54 km2.

## Transports
Mikurajima est accessible par ferry.